# Wu Yuzhang

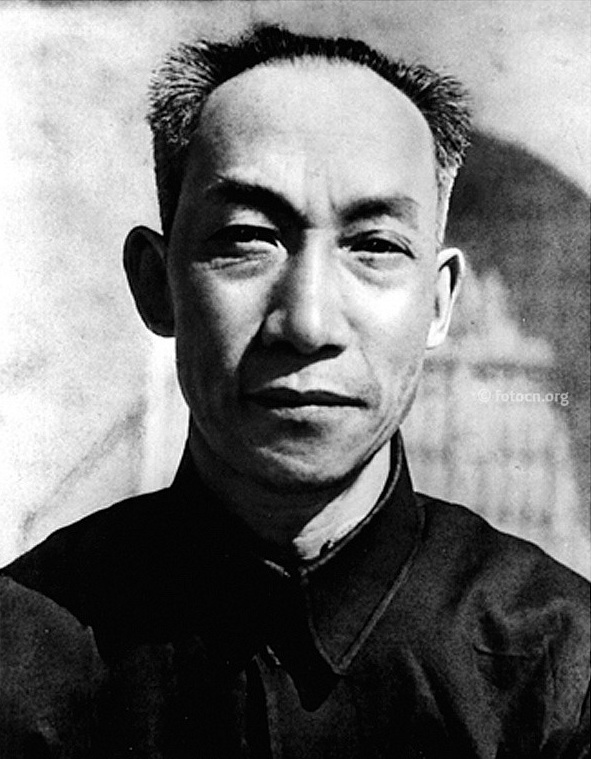
Wu Yuzhang, 1941

Wu Yuzhang (chinesisch 吳玉章 / 吴玉章, Pinyin Wú Yùzhāng; * 30. Dezember 1878 in Rong in Sichuan; † 12. Dezember 1966) war ein chinesischer Politiker und Erziehungswissenschaftler sowie Präsident der Chinesischen Volksuniversität von 1950 bis 1966.

## Leben
Wu Yuzhang wurde am 30. Dezember 1878 in Rong in der Provinz Sichuan geboren. Er trat 1925 der KPCh bei. In den 1940ern wurde er in Yan’an zusammen mit Dong Biwu, Lin Boqu, Xu Teli und Xie Juezai „die fünf Rangältesten“ (延安五老,  Yánān Wǔ Lǎo) genannt.